# Pseudolabrus guentheri
 Pseudolabrus guentheri és una espècie de peix de la família dels làbrids i de l'ordre dels perciformes.

## Morfologia
Els mascles poden assolir els 18 cm de longitud total.

## Distribució geogràfica
Es troba a les costes subtropicals de l'est d'Austràlia (des de Queensland fins a Nova Gal·les del Sud).